# Vrhaveč
Vrhaveč (en allemand : Werhawetsch) est une commune du district de Klatovy, dans la région de Plzeň, en République tchèque. Sa population s'élevait à 891 habitants en 2021.

## Géographie
Le village de Vrhaveč se trouve à 6 km au sud du centre de Klatovy, à 45 km au sud de Plzeň et à 116 km au sud-ouest de Prague.
La commune est limitée par Klatovy au nord, par Mochtín et Klatovy à l'est, par Běšiny au sud, et par Strážov, Javor et Týnec à l'ouest.

## Histoire
La première mention écrite de la localité date de 1379.

## Administration
La commune se compose de quatre sections :
- Malá Víska u Klatov
- Neznašovy
- Radinovy
- Vrhaveč u Klatov

## Galerie

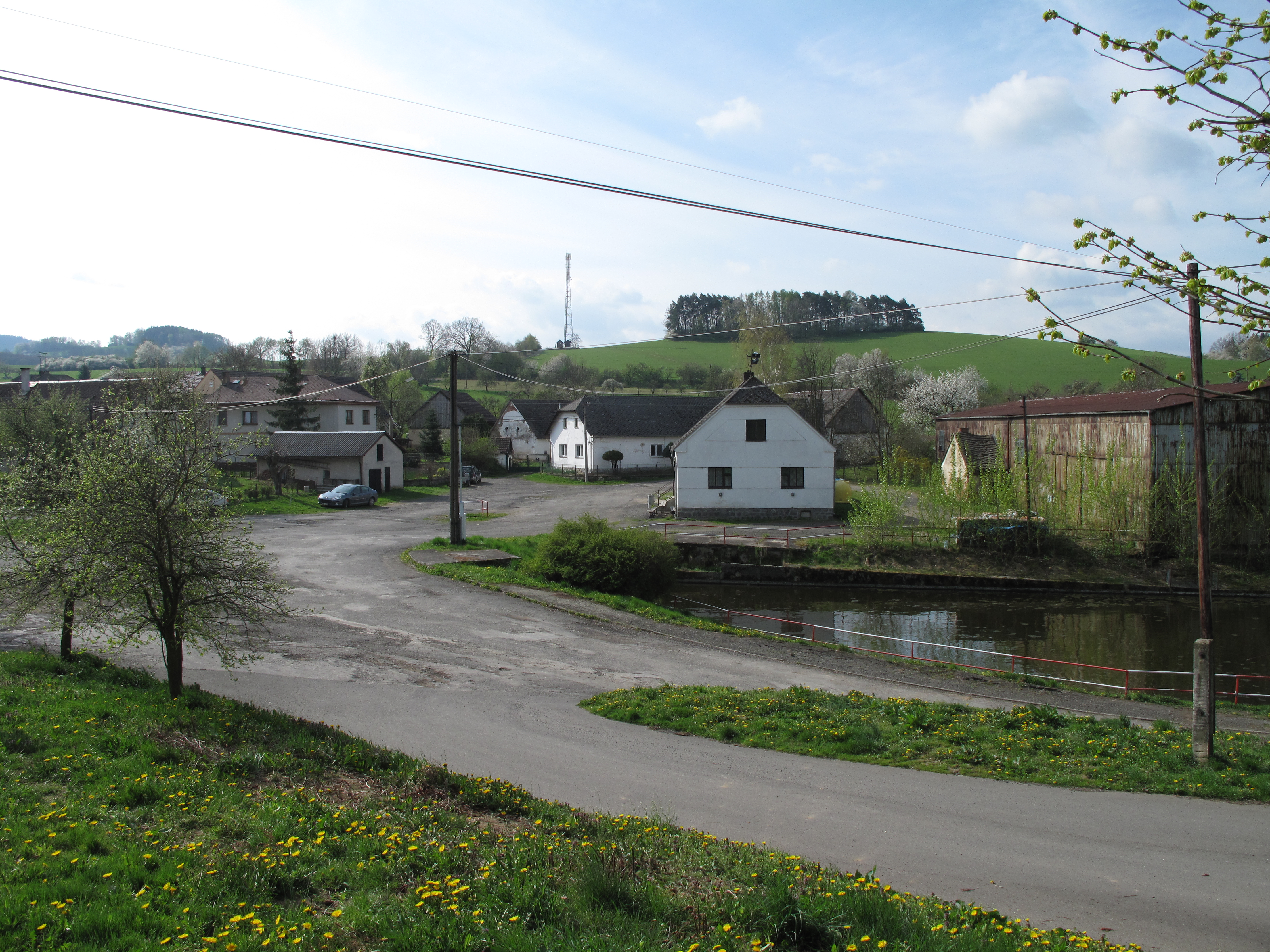
Centre de Radinovy.
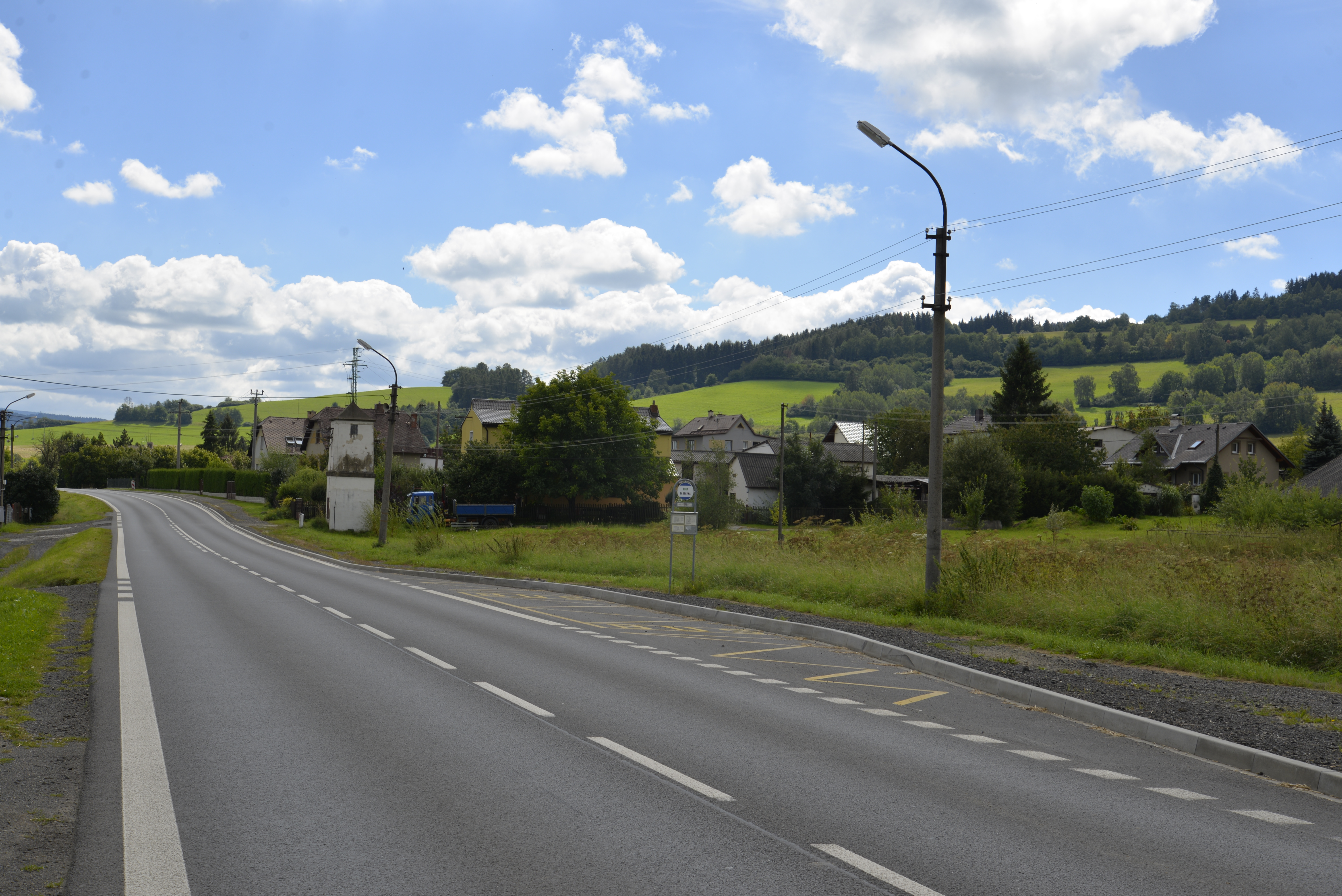
Malá Víska.

## Transports
Par la route, Vrhaveč se trouve à 6 km de Klatovy, à 49 km de Plzeň et à 137 km de Prague.